# Vitamin X
Vitamin X (abreviat VX) és un grup holandès de música hardcore punk d'Amsterdam que es va formar l'any 1997. El seu so es caracteritza per una barreja de hardcore i thrashcore, amb cançons curtes, veloços solos de guitarra i lletres cridades. Els seus membres són straight edge.

## Trajectòria
Són coneguts per compondre lletres sociopolítiques enginyoses i per les seves actuacions enèrgiques. El grup ha enregistrat àlbums en diversos segells discogràfics internacionals com Havoc Records. La banda ha realitzat múltiples gires per Amèrica, Europa, Japó, Austràlia, Indonèsia, Filipines, i Rússia. Els anys 2001 i 2004 van tocar al CBGB de Nova York davant d'una multitud. El 2006, després d'un aldarull fora de l'estudi de MTV al Brasil, el grup va trencar els seus instruments.
El seu disc de 2008 Full Scale Assault va ser enregistrat a l'estudi Electrical Audio de Chicago pel músic Steve Albini, enginyer de so famós per enregistrar a bandes com Pixies, Nirvana, Iggy Pop, The Stooges i Berri Txarrak. Va comptar amb la participació del cantant de Negative Approach, John Brannon, i el disseny artístic de John Baizley de Baroness. El disc fou aclamat per la crítica de publicacions com Metall Maniacs, Maximumrocknroll, Profane Existence, Suburban Voice, Exclaim!, considerant-lo un dels millors discs hardcore de l'any.
El 2012 van publicar l'àlbum About to Crack, també enregistrat per Steve Albini i les il·lustracions de John Baizley.
A més, girant arreu del món han tocat per més de 10.000 persones en alguns dels festivals de música heavy més importants. Han estat al Fluff Fest diverses vegades, així com a l'Obscene Extreme, el Resist to Exist i d'altres. El 2012 van tocar al Hellfest compartint cartell amb Ozzy Osbourne, Megadeth, GBH, Discharge i Refused.

## Discografia
Àlbums d'estudi
- 2000 See Thru Their Lies[4]
- 2002 Down The Drain
- 2004 Bad Trip
- 2008 Full Scale Assault
- 2012 About To Crack
- 2018 Age Of Paranoia

EP

- 1998 Straight Edge Crew
- 1999 Once Upon a Time...
- 2001 We Came Here For Fun
- 2001 People That Bleed
- 2003 split 7" with Blind Society (King Friday)
- 2003 Random Violence (Japanese tour CD, Good Luck)
- 2005 Rip It Out (Havoc)

## Membres
- Marko Korac - veu
- Marc Emmerik - guitarra i lletrista
- Alex Koutsman - baix
- Danny - bateria

### Membres anteriors
- Wimmy "Zero" Koster - bateria
- Paolo G. - bateria
- Boka (Ratos De Porao) - bateria
- Johan X - bateria
- Wolfi - bateria
- Eric 'Sunk' Ankersmit - guitarra